# Chame
Chame – gaun wikas samiti w zachodniej części Nepalu w strefie Gandaki w dystrykcie Manang. Według nepalskiego spisu powszechnego z 2011 roku liczył on 279 gospodarstw domowych i 1129 mieszkańców (532 kobiety i 597 mężczyzn).